# 傑明街
傑明街（英語：Jermyn Street），位於英國倫敦西敏市聖詹姆斯，为單行道。街上有眾多紳士服裝店。得名自第一代圣阿尔班斯伯爵亨利·杰明。

## 商业
杰明街的店铺传统上销售衬衫等男士服饰，包括鞋帽、剃须刷、科隆水、吊带、领撑等，集结众多衬衫名牌，如滕博阿瑟、霍斯与柯蒂斯、托马斯·平克、希尔迪奇与基氏、哈维与赫德森（Harvie & Hudson）、埃玛·威利斯（Emma Willis）、查尔斯·蒂里特。男装奢侈品牌哈克特、艾尔弗雷德·邓希尔、鞋履品牌约翰·洛布、理发店杰奥·F·特朗珀、雪茄店大衛杜夫的店铺也都设在杰明街。
英国历史最悠久的起司店帕克斯顿与惠特菲尔德也位於這裡，设立于1797年。杰明街的香水店弗洛里斯（Floris）拥有1851年自万国工业博览会直接购得的展柜。
杰明街也是圣詹姆斯艺术区（St James's Art District）的一部分，开设有多家美术馆，如斯莱德莫尔画廊。按租约规定，艺术区范围内的门店均需展出艺术品。
杰明街上的餐厅有威尔顿（Wiltons）、罗利餐厅（Rowley's Restaurant）、福南梅森餐厅、弗兰科（Franco's）。私人会员制的流浪汉夜总会设在这里。西区规模最小的剧院杰明街剧院设在这里，共70席。
杰明街的许多建筑都属英国王家财产局所有。

## 外部連結

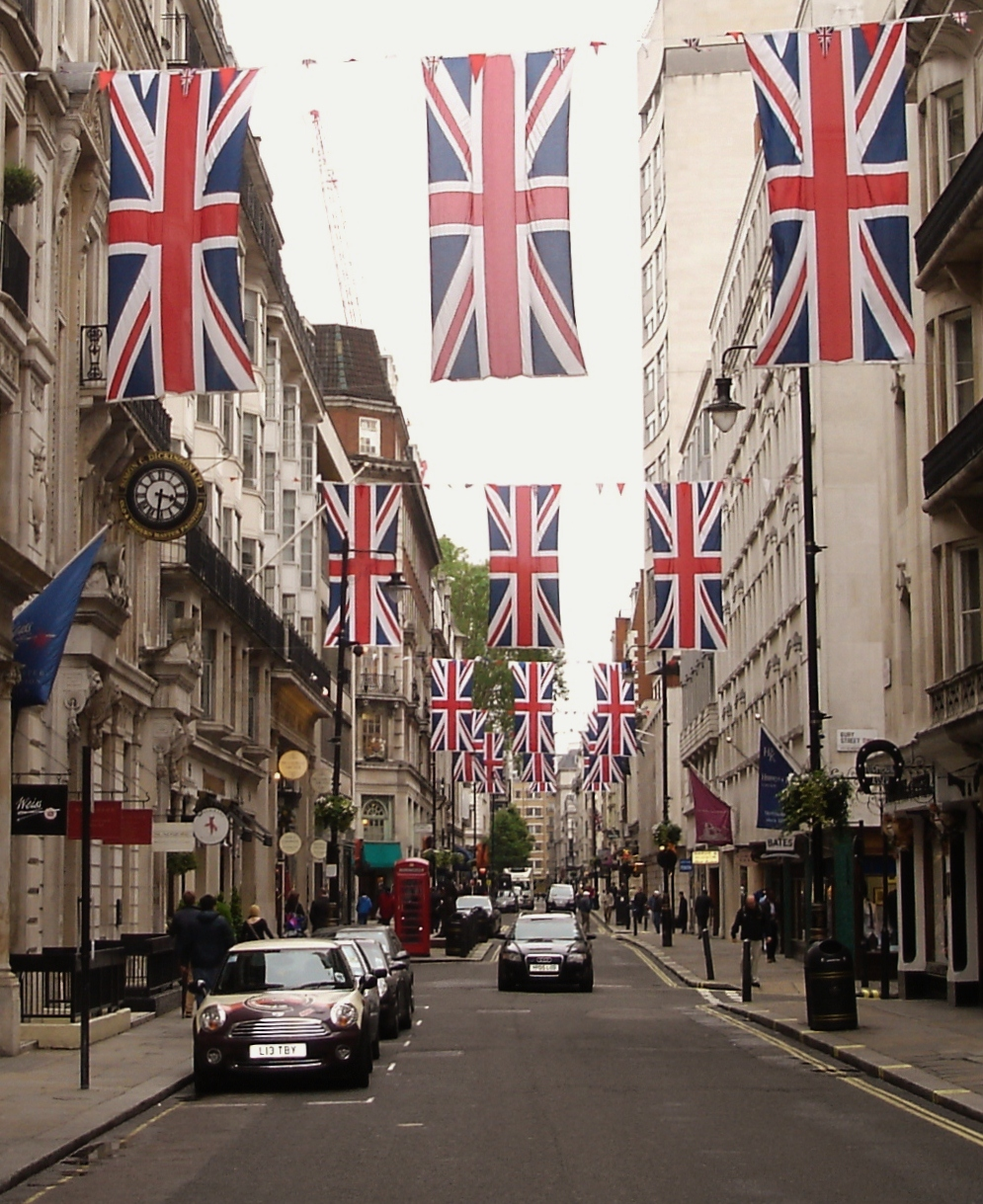
杰明街

- Jermyn Street Association （页面存档备份，存于）
- Jermyn Street Office Spaces[永久]